# خواستگاری

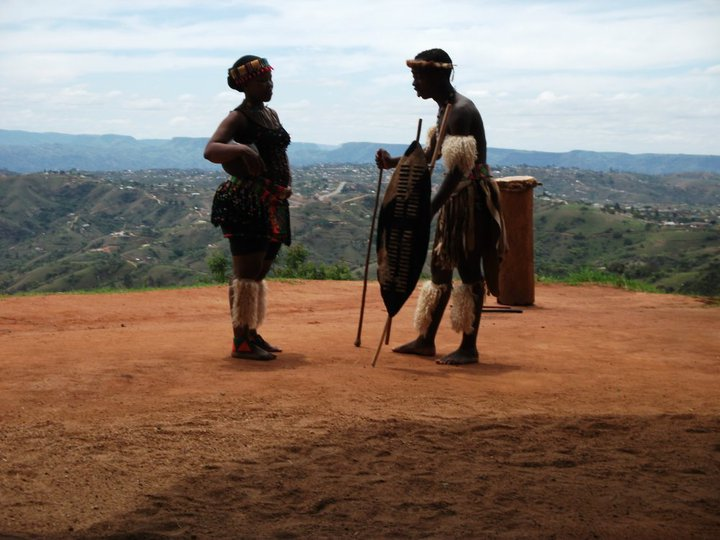
با من ازدواج می‌کنی

خواستگاری به معنای پیشنهاد ازدواج (به انگلیسی: Marriage proposal) است.

## دیگر نام‌ها
خوازه گر نیز به معنی خواستگار در فارسی بکار رفته است. در برخی گویش‌های فارسی مانند لهجه همدانی و گویش لکی خوازمنی و در مازندرانی خوارزندی و  در کُردی خوازبینی هم گفته می‌شود.

## روش خواستگاری
پس از آشنایی کافی دو انسان زمانی برای انجام این کار توسط آنها تعیین می‌شود؛ در ایران معمولاً خواستگاری توسط پسر و در حضور والدین یا سرپرست دختر انجام می‌شود؛ در روش مرسوم در ایران، معمولاً خانواده‌های پسر و دختر در خواستگاری حضور دارند و به‌صورت جمعی انجام می‌شود.

### آداب خاص
معمولاً هنگام خواستگاری‌های رسمی در ایران، تهیه گل و شیرینی توسط پسر انجام می‌شود؛ همچنین زمانی که خانواده پسر، برای مراسم به خانهٔ دختر می‌روند، خانواده دختر باید جلوی در حاضر شده و میهمانان را به داخل راهنمایی کنند. خانواده ها مشغول صحبت می‌شوند. معمولاً همه سعی می‌کنند زیباترین و شیک‌ترین لباس خود را در این مراسم بپوشند.

### پذیرایی
یکی از آداب پذیرایی قدیمی و سنتی در این مورد، مراسم چای گرداندن است. در قدیم از طریق این رسم، دختر برای نخستین بار اجازه می‌یافت که در جمع خانواده داماد حضور یابد؛ همچنین حسن سلیقهٔ دختر نیز به شکل کلی در نحوه پذیرایی کردن او با چای سنجیده می‌شد. امروزه این سنت و رسم دگرگون شده‌است.

### بدرقه خانواده پسر
همانند دیگر مجالس و میهمانی‌ها، میزبان باید تا نزدیک در ورودی میهمانان خود را بدرقه کند.
دیگر روش‌ها در ایران

#### غیر جمعی
خواستگاری غیر جمعی و خصوصی نیز در ایران انجام می‌شود و منع قانونی ندارد؛ اما تعداد آن بسیار کمتر از خواستگاری جمعی است.

#### خواستگاری دختر از پسر
دختران نیز از پسران خواستگاری می‌کنند، هرچند کمتر اما این موضوع از قدیم در ایران (همانند سایر نقاط دنیا) وجود داشته‌است و مشکل قانونی ندارد.

#### روش‌های غربی
آداب و مراسم‌های این مراسم هم‌اکنون در جامعه زنده‌است اما روش‌ها و رسم‌های غربی نیز گاهی در خیابان‌ها و شبکه‌های اجتماعی ایرانیان دیده‌شده‌است.

#### فریاد بالای کوه (درخواست عمومی)
این روش عجیب که ممکن است غیراخلاقی باشد، به‌شکل‌های مختلف نظیر نوشتن بنر و … همچنان در ایران مرسوم است.

### سوالات جلسه خواستگاری
در مراسم خواستگاری ایرانیان خانواده آقای داماد از خانواده عروس خانم می‌خواهند که اگر آنها مشکلی ندارند این دو جوان باهم صحبت کنند.
سوالات خواستگاری را میتوان به چند دسته کلی تقسیم کرد :
- سوالات شخصیت شناسی : در این سوالات تمرکز بر شناخت طرز فکر و شخصیت فرد است.
- سوالات مالی : شناخت شرایط مالی و اهداف مالی آینده.
- سوالات خانوادگی : شناخت روابط خانوادگی و خانواده.
- سوالات مذهبی : سوال درباره عقاید و اعتقادات فرد.
- سوالات کودک پروری : سوال درباره برنامه ی زوجین برای بچه دار شدن[۳]